# Lasiognathus intermedius
Lasiognathus intermedius –del griego λάσιος (lasios): velludo, y γνάθος (gnathos): mandíbula, quijada– es un pez abisal muy raro, perteneciente a la familia Thaumatichthyidae, género Lasiognathus. Habita en el Atlántico occidental y en el sudeste del Pacífico, a una profundidad máxima de 1 265 metros.
El nombre de la especie alude a que la forma de su «esca» es intermedia a la de L. beebei así como a las (respectivas) de L. saccostoma y de L. waltoni.
Se caracteriza por poseer una prolongación en la zona dorsal cerca de la cabeza, en la cual tiene un señuelo luminoso con unos filamentos pequeños. El borde superior de su boca está doblado hacia arriba. Al desdoblarlo hacia abajo forma una especie de jaula.
El espécimen más grande encontrado medía 12,9 cm de longitud. Tal como de todas las especies del género Lasiognathus, de la intermedius no se conocen machos, ni larvas.